# Daniel Webster (Politiker, 1949)

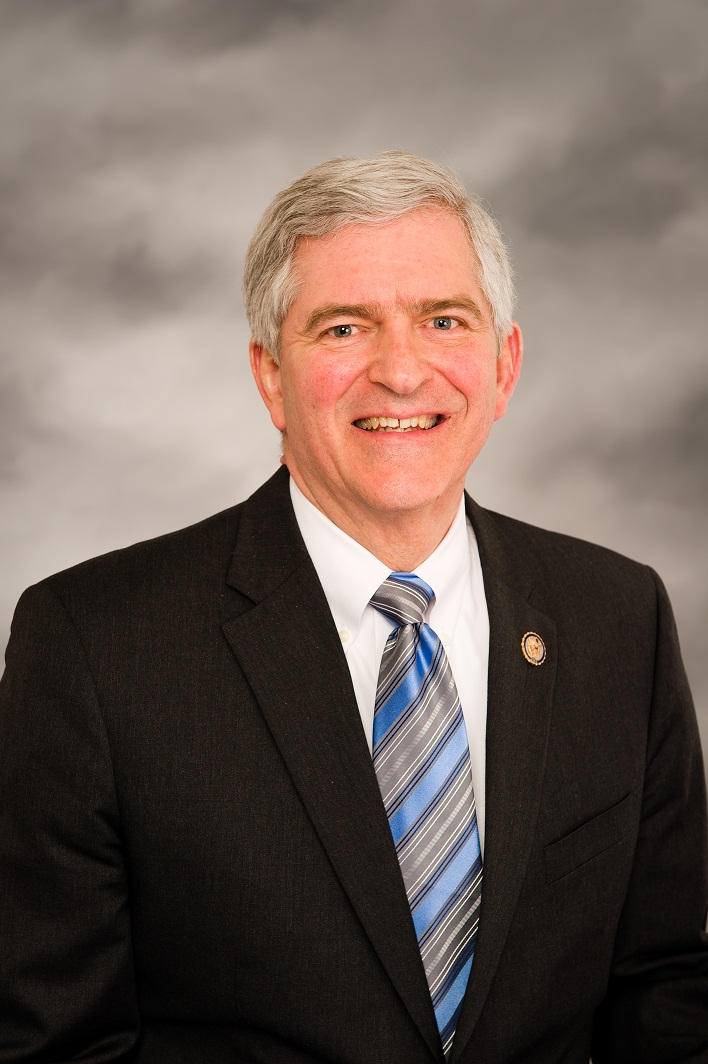
Daniel Webster (2011)

Daniel Alan Webster (* 27. April 1949 in Charleston, Kanawha County, West Virginia) ist ein US-amerikanischer Politiker der Republikanischen Partei. Seit Januar 2011 vertritt er den Bundesstaat Florida im US-Repräsentantenhaus. Zunächst im achten Distrikt, von 2013 bis 2017 dann im zehnten Distrikt, und seit 2017 für den elften Distrikt.

## Werdegang
Daniel Webster ist ein entfernter Verwandter des gleichnamigen Politikers aus der ersten Hälfte des 19. Jahrhunderts, Daniel Webster (1782–1852), unter anderem Außenminister der Vereinigten Staaten. Im Alter von sieben Jahren zog er mit seinen Eltern nach Orlando in Florida. Nach seinem Besuch der Maynard Evans High School studierte er bis 1971 am Georgia Institute of Technology in Atlanta unter anderem Elektronik. Dort schloss er mit einem Bachelor of Electrical Engineering ab. Danach begann er in der familieneigenen Firma zu arbeiten, die sich mit dem Bau von Klimaanlagen und Heizungen befasst. Heute ist er Leiter dieser Firma.
Er ist verheiratet und hat mit seiner Frau, Sandra Jordan, sechs Kinder sowie 21 Enkelkinder.

## Politik
Politisch wurde Webster Mitglied der Republikanischen Partei. Von 1980 bis 1998 saß er als Abgeordneter im Repräsentantenhaus von Florida, dessen Präsident er ab 1996 war. Er folgte auf den Demokraten Peter Rudy Wallace und war damit der erste Republikaner in diesem Amt seit Malachi Martin im Jahr 1874. Von 1998 bis 2008 gehörte Webster dem Staatssenat an. Dort leitete er zeitweise den Justizausschuss und war von 2006 bis 2008 republikanischer Fraktionschef. Im Jahr 2004 erwog er kurzfristig eine Kandidatur für den US-Senat, die er aber wieder zurückzog.
Bei den Kongresswahlen des Jahres 2010 wurde Webster im achten Kongresswahlbezirk von Florida mit 56 Prozent der Stimmen in das US-Repräsentantenhaus gewählt, wo er am 3. Januar 2011 die Nachfolge des ihm unterlegenen Demokraten Alan Grayson antrat. Die folgenden fünf Kongresswahlen von 2012 bis 2020 gewann Webster.
Im Januar 2015, zu Beginn des 114. Kongresses, kandidierte Webster gegen John Boehner um das Amt des Sprechers des Repräsentantenhauses. Nachdem Boehner im September 2015 zurückgetreten war, kandidierte Webster erneut, diesmal gegen den Favoriten Kevin McCarthy. Anfang Oktober gab McCarthy gegen den Widerstand des Freedom Caucus auf. Die Republikanische Partei einigte sich schließlich auf Paul Ryan als Sprecher.
Die Primary (Vorwahl) seiner Partei für die Wahlen 2022 am 23. August gewann er mit 50,7 % der Stimmen, und damit nur 6 % Vorsprung. Die Gegenkandidatin Laura Loomer weigerte sich, die Niederlage anzuerkennen und behauptete, es sei zu Wahlbetrug gekommen. Er trat am 8. November 2022 gegen Shante Munns von der Demokratischen Partei sowie den unabhängigen Kevin Porter an und entschied die Wahl mit 63,1 % der Stimmen für sich.
Der für seine Kritik an COVID-19-Maßnahmen in Florida bekanntgewordene Anthony Sabatini kandidierte in der folgenden Vorwahl zur Kongresswahl 2024 gegen Webster.  Nachdem Donald Trump zur Wahl Websters aufgerufen hatte, zog Sabatini seine Kandidatur zurück. Er gewann die Vorwahl gegen einen verblieben Herausforderer mit 77 %. In der Hauptwahl im November 2024 erhielt er 60,4 % und setzte sich gegen die Demokratin Barbie Harden Hall durch.  Dadurch ist er im Repräsentantenhaus des 119. Kongresses vertreten.

### Ausschüsse
Er ist Mitglied in folgenden Ausschüssen des Repräsentantenhauses:
- Committee on Natural Resources
  - Energy and Mineral Resources
  - Water, Wildlife and Fisheries
- Committee on Science, Space, and Technology
  - Space and Aeronautics
- Committee on Transportation and Infrastructure
  - Coast Guard and Maritime Transportation
  - Highways and Transit
  - Water Resources and Environment

Zuvor war er auch Mitglied im Committee on Rules.

### Kontroversen
Webster gehörte zu den Mitgliedern des Repräsentantenhauses, die bei der Auszählung der Wahlmännerstimmen bei der Präsidentschaftswahl 2020 für die Anfechtung des Wahlergebnisses stimmten. Präsident Trump hatte wiederholt propagiert, dass es umfangreichen Wahlbetrug gegeben habe, so dass er sich als Sieger der Wahl sah. Für diese Behauptungen wurden keinerlei glaubhafte Beweise eingebracht. Der Supreme Court wies eine entsprechende Klage mit großer Mehrheit ab, wobei sich auch alle drei von Trump nominierten Richter gegen die Klage stellten.